# Polina Nosychinaová
Polina Nosychinaová (nepřechýleně Nosychina, ukrajinsky Поліна Носихіна, 26. prosince 2000, Kyjev, Ukrajina) je ukrajinská herečka.

## Život
Kariéru herečky začala už ve čtyřech letech, když začala natáčet reklamy. Při škole navštěvovala herecké kurzy a následně nastoupila na Kyjevskou univerzitu I. K. Karpenko-Karyje divadla, filmu a televize.

## Filmografie
- 2021 – Slované (TV seriál)